# Van Reigersbergenstraat
De Van Reigersbergenstraat is een straat in de Frederik Hendrikbuurt in Amsterdam-West. De straat is per raadsbesluit van 20 januari 1886 vernoemd naar Maria van Reigersberch echtgenoot van Hugo de Groot.
De straat ligt in een gebied dat tussen de 17e eeuw en het begin van de 20e eeuw bekend stond als de 'Zaagmolenbuurt'. In de omgeving bevonden zich ten behoeve van de scheepsbouw en woningbouw vele molens voor het zagen van hout. In 1877 werd het gebied, behorende tot de gemeente Nieuwer Amstel geannexeerd door Amsterdam en bestemd voor bedrijvigheid met in het oostelijke gedeelte woningbouw.
De straat bestaat feitelijk uit een negental straten, waaronder twee lange straten die evenwijdig in noord-zuidelijke richting, parallel aan de Kostverlorenvaart tussen de de Tweede Hugo de Grootstraat en de Hugo de Grootgracht lopen. Deze twee straten worden doorsneden door zeven in oost-westelijke richting lopende korte dwarsstraten tussen de oostelijke en westelijke lange straat. De oostelijke lange straat is de oorspronkelijke straat en komt uit op de Hugo de Grootkade. De andere lange straat, en de dwarsstraten, werden pas aangelegd nadat de bedrijvigheid was verdwenen en woningbouw verscheen. De westelijke lange straat loopt dood op het verzorgingstehuis "Amsta De Werf" dat verscheen op het terrein van de voormalige stadswerf, die in 1899 werd verplaats van de Voormalige Stadstimmertuin naar de Van Reigersbergenstraat. Tegenwoordig is deze stadsdeelwerf gevestigd aan de Van Hogendorpstraat. De Katterug (brug nr. 1935) is voor fietsers en voetgangers een verbinding over de Hugo de Grootgracht naar het Bilderdijkpark.

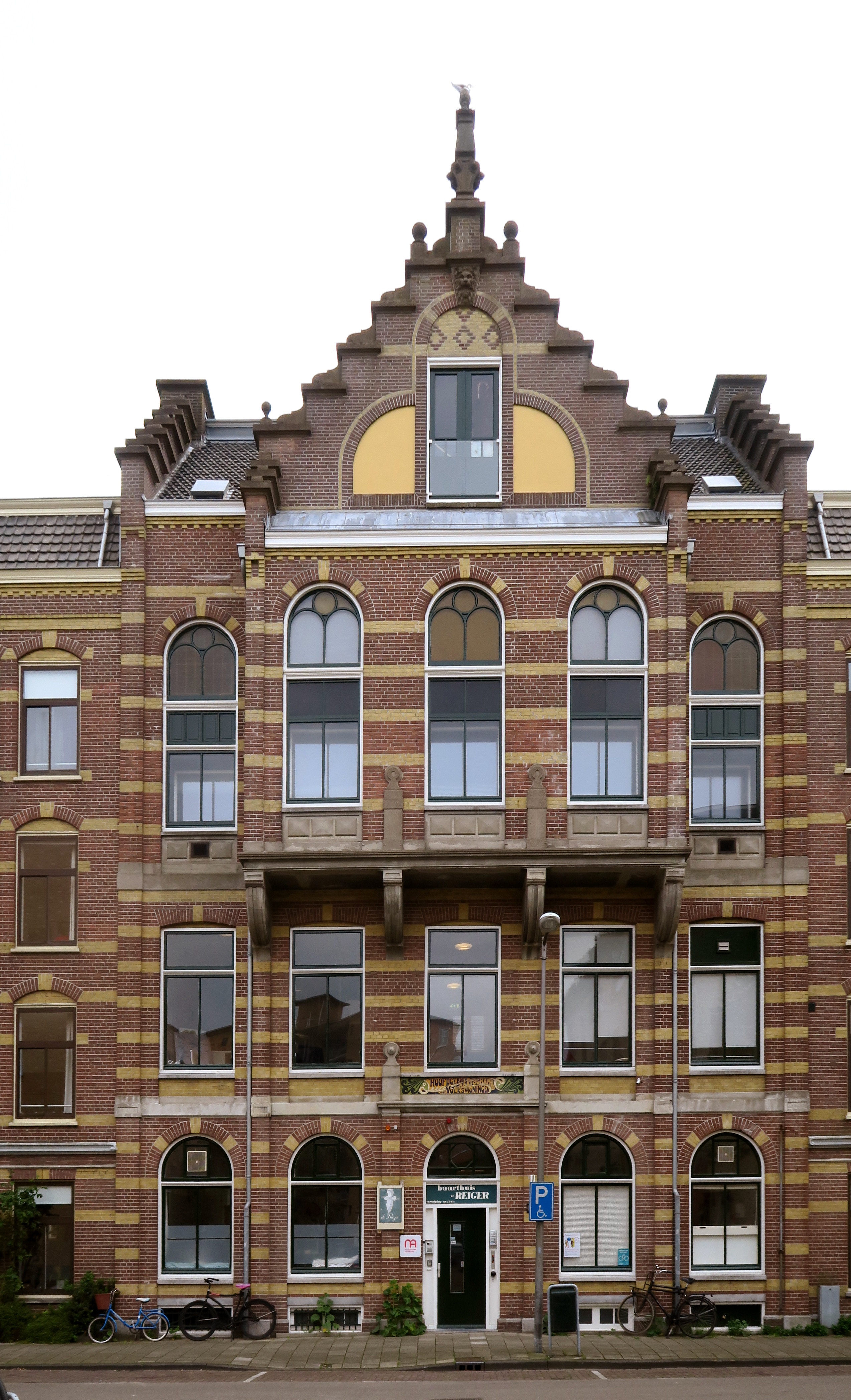
Het voormalige hoofdgebouw van de Maatschappij voor Volkswoningen, nu buurthuis de Reiger

In Amsterdam was de straat voor woningzoekenden bekend omdat in 1973 de Gemeentelijke Dienst Herhuisvesting zijn kantoor verhuisde van de Passeerdersgracht naar de Van Reigersbergenstraat, op huisnummer 2. Bij dit kantoor moesten woningzoekende langskomen om een woning te kunnen bemachtigen of zich te laten inschrijven op de wachtlijst. In 1991 werd dit kantoor verplaatst naar het Weesperplein en verscheen op de plek van het kantoor nieuwbouw. Ook de andere bedrijvigheid is grotendeels verdwenen en vervangen door nieuwbouw, evenals een deel van de oude woningbouw.
Een van de woonblokken is gebouwd door de Maatschappij voor Volkswoningen en werd in 2016 benoemd tot gemeentelijk monument.

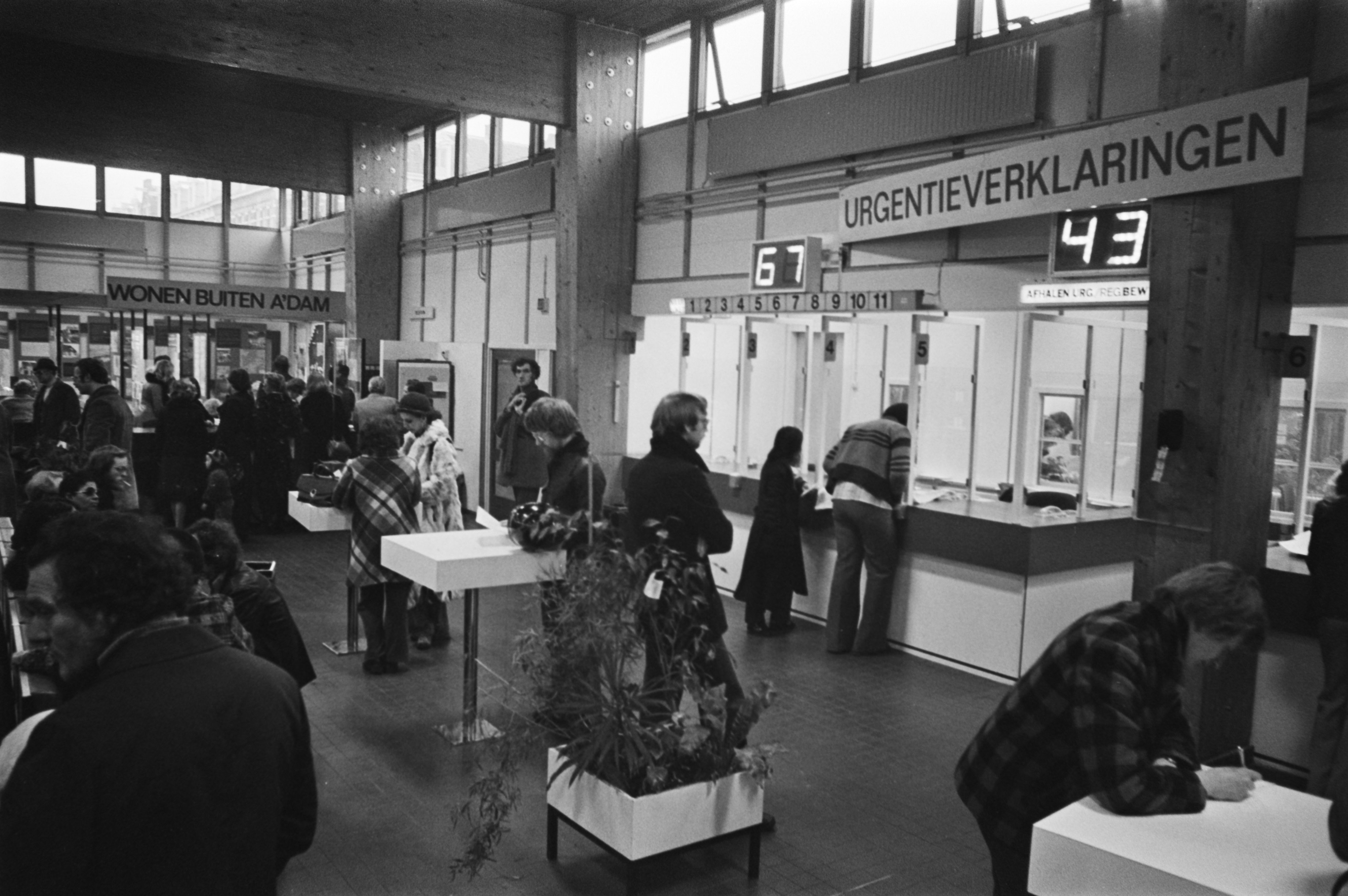
Drukte bij de Gemeentelijke Dienst Herhuisvesting, april 1977